# ARO (automerk)

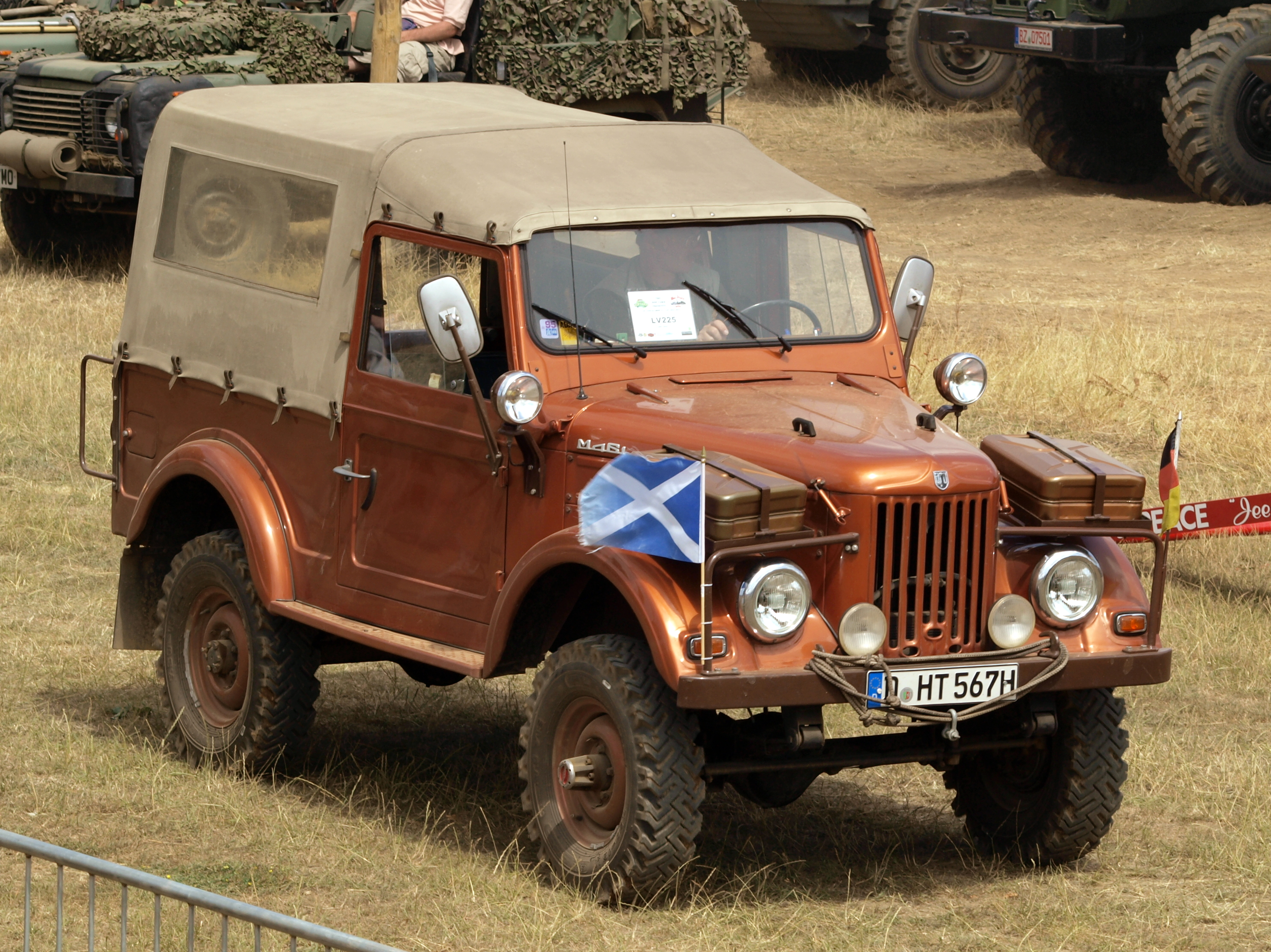
ARO M461 (1961)

ARO of Auto România (Auto Roemenië) is een Roemeens automerk uit de Machinefabriek Muscel in Câmpulung.

## Geschiedenis
Na een complexe ombouw van de reeds in 1886 opgerichte fabriek begon in 1957 de productie van de vierwielaangedreven terreinwaardige personenauto IMS 57 onder gebruikmaking van een licentie voor de Russische GAZ-69. Daaruit ontstonden bij continue verhoging van het aandeel Roemeense onderdelen de terreinwagenmodellen M59, M461, M473 en de 24-serie.

### ARO 24-serie

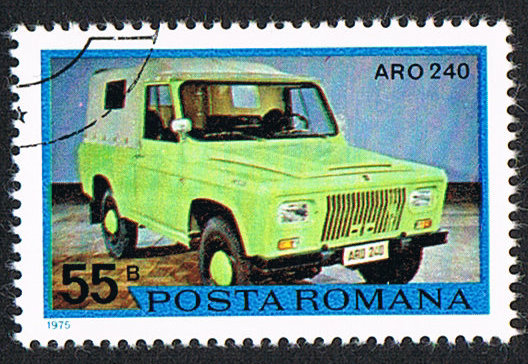
ARO 240 op een Roemeense postzegel van 1975

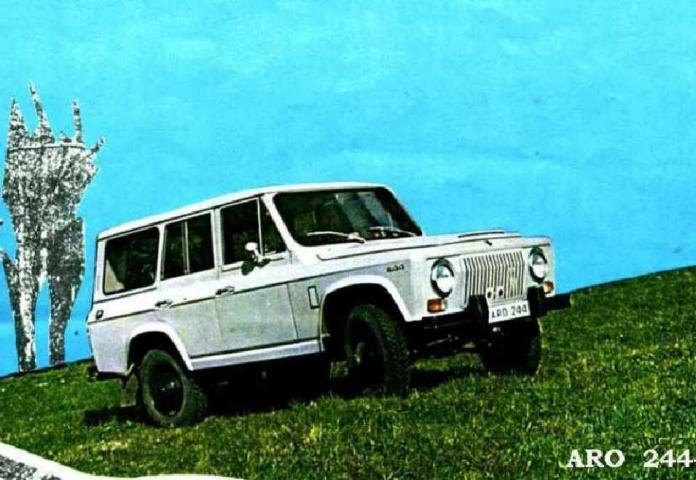
ARO 244 (1977)

De ARO 24-serie was een robuuste vierwielaangedreven auto met hoge en lage gearing. Hij werd geleverd in een twee-, drie- en vijfdeurs uitvoering met respectievelijk de typeaanduidingen 240, '243 en 245. De wagens waren voorzien van een 2495 cc viercilinder motor die 83 pk leverde. Op de weg werd daarmee 155 km/u gehaald. De wagen had een kokerbalkchassis met voor een onafhankelijke wielophanging voorzien van schroefveren en achter een starre as met bladveren, met rondom telescoopschokdempers. De bodemvrijheid bedroeg 22 cm. In 1980 verschenen er twee dieselmotoren, een 2112 cc-versie van Peugeot met 59 pk en een 3119 cc-motor van 65 pk. Vijf jaar later kwamen er voor de kleinere dieselmotor twee andere, respectievelijk 2498 cc met 72 pk en 2660 cc met 83 pk.
De ARO 240 werd van 1974 tot 1998 in Portugal in licentie gebouwd en verkocht als Portaro.

### ARO 10

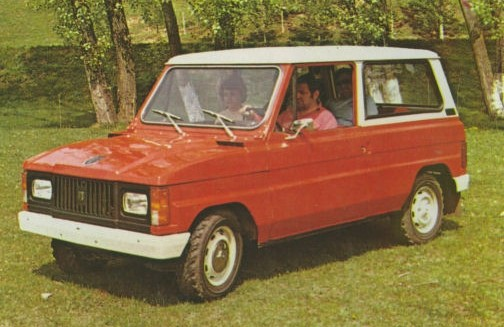
ARO 10 (1980)

In het vierde kwartaal van 1979 begon de productie van de kleine terreinvaardige stationcar ARO 10, een voertuig dat veel meer in de categorie personenwagens thuishoort dan de ARO 24-serie, een veel zwaarder uitgevoerde terreinwagen. De motor en meer onderdelen van de ARO 10 stammen uit de Dacia-productie. Naast de standaardmotorisering werden voor exportdoeleinden ook Diesel-varianten (o.a. van Volkswagen) geproduceerd.
De ARO 10 werd in vier uitvoeringen gemaakt: als tweepersoons of als vijfpersoons met een linnen kap (10.0 en 10.1) en dito als gesloten auto met een hardtop (10.3 en 10.4). Net als de 24-serie waren het echte terreinwagens met twee eindreducties en uitschakelbare voorwielaandrijving met vrijloopnaven. Onder de motorkap stond een 1289 cc-motor van Dacia die 54 pk leverde, de topsnelheid was 110 km/u. Ook de ARO 10 had een kokerbalkchassis met voor een onafhankelijke wielophanging met schroefveren en achter een starre as met bladveren. Rondom werden telescoopschokdempers toegepast met voor schijfremmen. De bodemvrijheid bedroeg 22,5 cm.
In 1985 kwam voor de export een 1397 cc-uitvoering beschikbaar met 62 pk en een topsnelheid van 115 km/u. Het prestatieniveau van dit model bleef echter aan de matige kant, met name de acceleratie boven de 80 km/u liet te wensen over. De handelbaarheid werd nadelig beïnvloed door het ontbreken van stuurbekrachtiging. Stilstaand draaide het stuur erg zwaar, terwijl op snelheid de nauwkeurigheid te wensen overliet. Het veercomfort vormde een pluspunt en de wagen stond daarmee op een hoger niveau dan - in zijn klasse - een Lada Niva of Suzuki Samurai. Het instrumentarium was compleet en ook het meegeleverde gereedschap was uitgebreid. Met name in het terrein presteerde de ARO bijzonder goed, dankzij de korte eerste versnelling en de geringe voor- en achteroverbouw. Ronduit slecht was daarentegen de afwerking. De puntlassen waren soms onder de maat, terwijl plaatselijk zeer snel roestvorming optrad.
In 1987 volgde een dieselmotor van 1588 cc en 54 pk. Twee jaar later kwam er een 1595 cc benzinemotor van 75 pk bij, die de ARO 140 km/u snel maakte. De diesel verscheen ook met turbo, al dan niet voorzien van een tussenkoeler. In deze vorm leverde de wagen respectievelijk 70 en 80 pk met als hoogste snelheid 145 km/u. De variatie in motoren was met name voor de exportmarkt bedoeld, de wagen had daar ook behoorlijk succes. In enkele landen werd de ARO 10 verkocht als Dacia Duster.
De jaarproductie in Câmpulung lag in 1989 rond de 16.000 eenheden, daarvan was ongeveer de helft voor rekening van de ARO 10. Het exportaandeel lag in die tijd met 80% zeer hoog.

### Na de Roemeense Revolutie
Na de Roemeense Revolutie zijn er meerdere pogingen gedaan om de onderneming te privatiseren. Aanbiedingen werden echter door de Roemeense regering afgewezen. Door een joint-venture met Dacia moest de opheffing van ARO S.A. verhinderd worden.
In 2003 verliet de productie Roemenië. Met verouderde techniek werd onder de joint-venture in Manaus in Brazilië een fabriek opgericht. Deze Braziliaanse fabriek nam ARO S.A. over en richtte daar het merk Cross Lander op. ARO zou CKD-kits leveren aan Brazilië voor de montage door Cross Lander Industria e Comercio. De verkoop in de Verenigde Staten moest naar verwachting beginnen in 2005 met de doelstelling van zesduizend eenheden per jaar, maar de introductie werd geannuleerd. De Cross Lander 244X had een vierliter Ford-Keulen V6-motor en een Eaton-transmissie. De motor produceerde 207 pk (154 kW) en had een koppel van 323 Nm.
Na het mislukken van de joint-venture en de verkoop van het merk Cross Lander moesten in 2004 drieduizend medewerkers van het ARO-personeel ontslagen worden. In 2006 vroeg de fabriek faillissement aan.

## In Nederland en België
In 1975 verscheen de 24-serie op de Nederlandse markt. De importeur voor Nederland was aanvankelijk Englebert in Voorschoten, in België werd het merk ingevoerd door "Auto-Flora" in Melle. Vanaf 1984 tot 1990 werd ARO in Nederland en België vertegenwoordigd door "Primacar" in Prinsenbeek, dat ook de eveneens Roemeense Dacia 1300 importeerde.

## Modellen
- ARO IMS
  - IMS-57
  - M59
  - M461
- ARO 24-serie
  - Terreinauto's
    - ARO 240
    - ARO 243
    - ARO 244
    - ARO 246
    - ARO 328 Maxi-Taxi

  - Bestelauto's
    - ARO 33 N
    - ARO 35 S
    - ARO 35 M
    - ARO 243
    - ARO 323
    - ARO 324
    - ARO 330
- ARO 10 (ook bekend als de Dacia Duster in sommige landen)
  - Terreinauto's
    - ARO 10.1
    - ARO 10.4
    - ARO 10 Spartana
    - ARO 11.4

  - Bestelauto's
    - ARO 10.2
    - ARO 10.3
    - ARO 10.6 pick-up
    - ARO 10.9
    - ARO 10.0
    - ARO 11.9